# Wydział Nauk Medycznych w Katowicach Śląskiego Uniwersytetu Medycznego
Wydział Nauk Medycznych w Katowicach Śląskiego Uniwersytetu Medycznego (skrót: WNMK SUM; wcześniej pol.: Wydział Lekarski w Katowicach Śląskiego Uniwersytetu Medycznego; obecnie ang. Faculty of Medical Sciences in Katowice) – drugi co do wielkości wydział Śląskiego Uniwersytetu Medycznego, mający siedzibę w Katowicach. 

## Historia
Wydział Lekarski w Katowicach (skrót: WLK) powstał na mocy zarządzenia Ministra Zdrowia i Opieki Społecznej z dnia 16 czerwca 1975, które weszło w życie 1 września 1975. Wyodrębniono go z Wydziału Lekarskiego Śląskiej Akademii Medycznej, istniejącego od 1948 w Rokitnicy (Zabrzu). 
Bazą lokalową nowego wydziału zostały:
- Szpital Kliniczny w Katowicach (powstały w 1960 ze Szpitala Miejskiego nr 4 przy ul. Francuskiej),

- Centralny Szpital Kliniczny w Katowicach-Ligocie (oddany do użytku w 1974),
- Zespół Nauczania Klinicznego w Tychach,
- Instytut Okulistyki w Katowicach (oddany do użytku w 1977),
- Szpital Specjalistyczny w Katowicach-Ochojcu (oddany do użytku w 1977),
- budynek administracji i Zakładów Teorii Medycyny w Katowicach-Ligocie (oddany do użytku w 1978).

W latach 1990–2001 na wydziale funkcjonował Oddział Pielęgniarski, powstały ze zlikwidowanego Wydziału Pielęgniarskiego (1974–1990). W 2005 do wydziału włączono Centrum Medycyny Doświadczalnej jako jednostkę doświadczalno-hodowlaną, a w 2012 otwarto Centrum Dydaktyki i Symulacji Medycznej, pierwsze w Polsce i jedne z najnowocześniejszych w Europie.
Z dniem 1 października 2019 zmieniono nazwę Wydziału Lekarskiego w Katowicach na Wydział Nauk Medycznych w Katowicach.

### Dziekani Wydziału[3]
1. 1975–1976 – dr hab. n. med. Marek Michalski
2. 1976–1978 – dr hab. n. med. Gerard Jonderko
3. 1978–1980 – prof. dr hab. n. med. Zbigniew Herman
4. 1980–1984 – prof. dr hab. n. med. Władysław Nasiłowski
5. 1984–1985 – dr hab. n. med. Tadeusz Wencel
6. 1985–1989 – prof. dr hab. n. med. Ryszard Aleksandrowicz
7. 1989–1990– dr hab. n. med. Władysław Pierzchała
8. 1990–1996 – prof. dr hab. n. med. Barbara Zahorska-Markiewicz
9. 1996–2002 – dr hab. n. med. Jan Duława
10. 2002–2005 – prof. dr hab. n. med. Ewa Małecka-Tendera
11. 2005–2012 – prof. dr hab. n. med. Joanna Lewin-Kowalik
12. 2012–2019 – prof. dr hab. n. med. Jan E. Zejda
13. od 2019 – prof. dr hab. n. med. Tomasz Francuz

## Władze (od 2019)[5][6]
- Dziekan – prof. dr hab. n. med. Tomasz Francuz[7]
- Prodziekan ds. studenckich – dr hab. n. med. Maciej Kaźmierski
- Prodziekan – prof. dr hab. n. med. Aneta Gawlik
- Prodziekan – prof. dr hab. n. med. Grzegorz Helbig

## Kierunki studiów[8]
- Lekarski (w języku polskim)
- Lekarski (w języku angielskim)
- Neurobiologia (II stopnia)

Ponadto wydział prowadzi kształcenie podyplomowe na kursach specjalizacyjnych (dla lekarzy) i doskonalących (dla lekarzy i pielęgniarek) oraz studia doktorskie na 2 kierunkach (medycyna i biologia medyczna).

## Organizacja i kadra[9]
Współcześnie wydział dysponuje łącznie 96 jednostkami organizacyjnymi, w tym: 26 teorii medycyny (12 katedr i 14 zakładów) i 70 klinicznymi (28 katedr, 34 kliniki, 4 zakłady i 4 oddziały kliniczne).
Bazę kliniczną wydziału stanowi 5 szpitali klinicznych zlokalizowanych w Katowicach:
- Uniwersyteckie Centrum Kliniczne im. prof. K. Gibińskiego (szpitale: ul. Medyków 14 i ul. Ceglana 35),
- Samodzielny Publiczny Szpital Kliniczny im. Andrzeja Mielęckiego (ul. Francuska 20–24) ,
- Samodzielny Publiczny Szpital Kliniczny – Górnośląskie Centrum Medyczne im. prof. Leszka Gieca (ul. Ziołowa 45),
- Samodzielny Publiczny Szpital Kliniczny – Górnośląskie Centrum Zdrowia Dziecka (ul. Medyków 16),

oraz jednostki posadowione w obiektach innych organizatorów służby zdrowia: w Szpitalu im. dr Urbanowicza i dr Kośnego w Chorzowie i w Wojewódzkim Szpitalu Specjalistycznym im. św. Barbary w Sosnowcu.
Bazę dydaktyczną stanowią obiekty zlokalizowane na terenie kampusu w Katowicach-Ligocie:
- Zakłady Teorii Medycyny (ul. Medyków 18) z 11 katedrami i 7 zakładami, Studium Języków Obcych, Ośrodek Badań Efektów Edukacyjnych, Szkoła Doktorska i Centrum Medycyny Doświadczalnej (ul. Medyków 4),
- Centrum Dydaktyki i Symulacji Medycznej (ul. Medyków 8b).

Na Wydziale Lekarskim w Katowicach jest zatrudnionych 681 osób, w tym: 342 nauczycieli akademickich (45 profesorów, 65 doktorów habilitowanych, 232 doktorów i magistrów), 142 pracowników naukowo-technicznych, 40 administracyjnych, 152 obsługi i 5 służby bibliotecznej.